# Římskokatolická farnost Loštice
Římskokatolická farnost Loštice je územní společenství římských katolíků v děkanátu Zábřeh s farním kostelem svatého Prokopa .

## Historie farnosti
Kostel stál v obci zřejmě již ve 13. století, jak to dokládá dochované (kněžiště a obvodní zdi východní části lodi). Původní menší gotický kostel byl vystaven s jednou lodí v jednoduchém románském slohu s klenutým stropem. V roce 1540 byl kostel rozšířen až po dnešní hlavní loď. Na přelomu 17. a 18. století došlo k jeho další barokní přestavbě. Kolem roku 1792 byla provedena pozdně barokní přestavba se sníženým stropem a byl rozšířen do dnešní podoby.

## Duchovní správci
Farnost od srpna 2000 po dohodě olomouckého arcibiskupa Jana Graubnera a představeného Misijní společnosti sv. Vincence z Pauly – Slovenské provincie spravují otcové vincentíni. Od února 2016 byl ustanoven administrátorem P. Ing. arch. Mgr. Kristián Libant, CM.

## Bohoslužby
| Kostel          | Místo   | Bohoslužba (den)          | Hodina                                   | Poznámka     |
| --------------- | ------- | ------------------------- | ---------------------------------------- | ------------ |
| svatého Prokopa | Loštice | neděle úterý středa pátek | 9.30 17.00 (zimní čas)/18.00 (letní čas) | farní kostel |

## Aktivity farnosti
Ve farnosti působí sdružení mariánské mládeže.
Každoročně se ve farnosti koná tříkrálová sbírka, v roce 2016 se při ní vybralo v Lošticích 70 522 korun.
V září 2017 se ve farnosti konaly lidové misie. Její součástí byla také ekumenická křížová cesta.
V prosinci 2017 uděloval v farnosti biskup Josef Nuzík svátost biřmování.